# Polenergia
Polenergia S.A. – największa polska, prywatna grupa energetyczna, w skład której wchodzą spółki działające w obszarze wytwarzania energii z odnawialnych i niskoemisyjnych źródeł, dystrybucji i obrotu oraz sprzedaży energii elektrycznej dla klientów detalicznych i biznesowych. 
Polenergia jest pierwszym polskim przedsiębiorstwem, które podporządkowało swoją wizję rozwoju budowie zeroemisyjnej gospodarki. Strategicznym projektem realizowanym przez Grupę przy współpracy z Equinor jest budowa trzech farm wiatrowych na Morzu Bałtyckim o łącznej mocy do 3000 MW, które będą mogły zasilić zieloną energią 4 mln gospodarstw domowych w Polsce. W pierwszej kolejności powstaną projekty Bałtyk 2 i Bałtyk 3 o łącznej mocy 1 440 MW. Ich budowa ma zakończyć się w 2027 roku.
Polenergia powstała w wyniku konsolidacji dwóch grup aktywów kontrolowanych przez Kulczyk Holding S.àr.l (dawniej Polenergia Holding S.àr.l) z siedzibą w Luksemburgu tj. Polish Energy Partners SA (skoncentrowanej na produkcji energii elektrycznej z farm wiatrowych) oraz Grupy Polenergia (skoncentrowanej na wytwarzaniu, dystrybucji, sprzedaży i obrocie energii elektrycznej, i świadectw pochodzenia oraz rozwoju nowych projektów z zakresu wytwarzania energii).
W maju 2005 roku spółka Polish Energy Partners SA zadebiutowała na warszawskiej Giełdzie Papierów Wartościowych. W wyniku konsolidacji Grupy Polenergia oraz Polish Energy Partners SA od 2014 roku akcje PEP SA są notowane jako Polenergia SA.
Od marca 2025 roku akcje spółki wchodzą w skład indeksu mWIG40. W 2025 r. spółka debiutowała również na rynku Catalyst. 

## Działalność
Polenergia to polska grupa inwestująca w projekty OZE, w tym w budowę farm wiatrowych i fotowoltaicznych. Spółka posiada lądowe elektrownie wiatrowe na terenie całego kraju, a także farmy fotowoltaiczne. Łączna moc Polenergii zainstalowana w OZE wynosi ok. 0,6 GW. Grupa stawia na dalszy rozwój projektów onshore wind, a także fotowoltaiki, które zamierza łączyć z magazynami energii. W ramach strategii na lata 2025-2030 moc Polenergii na lądzie wzrośnie o ok. 150 MW. 
Jednocześnie priorytetem grupy na kolejne lata jest rozwój morskich farm wiatrowych Bałtyk. Wraz z Equinor (dawny Statoil) Polenergia realizuje trzy projekty na Morzu Bałtyckim o łącznej mocy do 3000 MW. 
Polenergia jako pierwszy podmiot w Polsce uzyskała dwie prawomocne decyzje środowiskowowe na budowę farm Bałtyk 2 (kwiecień 2017) i Bałtyk 3 (lipiec 2016) wraz z umową przyłączeniową oraz ważną decyzję środowiskową na budowę infrastruktury przesyłowej (marzec 2019). W 2021 r. Polenergia i Equinor podpisały też umowę o przyłączenie do sieci przesyłowej Krajowego Systemu Elektroenergetycznego i uzyskały prawo do pokrycia ujemnego salda dla energii elektrycznej dla morskich farm wiatrowych Bałtyk 2 i Bałtyk 3. W 2024 r. oba projekty uzyskały komplet morskich i lądowych pozwoleń na budowę m.in. instalacji na Morzu Bałtyckim 100 turbin wiatrowych i 2 morskich stacji elektroenergetycznych, ułożenia kabli eksportowych i wewnętrznych oraz instalacji 2 stacji lądowych wraz z infrastrukturą. Prace budowlane w związku z budową tych farm ruszyły w 2025 roku. Pierwszy prąd ma z nich popłynąć do sieci w 2027 roku, a w 2028 rozpocznie się  komercyjny etap ich użytkowania. Łączna moc projektów Bałtyk 2 i Bałtyk 3 wyniesie 1,44 GW. To wystarczy, by zapewnić czystą energią odnawialną ponad 2 mln polskich gospodarstw domowych.
Trzeci projekt Bałtyk 1, o łącznej mocy do 1 560 MW, ma ważne pozwolenie na lokalizację, uzyskane warunki przyłączenia od operatora systemów przesyłowych i decyzję środowiskową. Jest on szykowany do pierwszej w Polsce aukcji offshore wind zaplanowanej na 2025 rok. 
Okres eksploatacji morskich farm wiatrowych przewidziany jest na 25–30 lat. Odbiór energii elektrycznej zostanie zabezpieczony na 15 lat przez obowiązek zakupu i kontrakt na mechanizm różnicy w ramach systemu licytacji.
W 2024 roku Polenergia pozyskała finansowanie na budowę morskich farm wiatrowych Bałtyk 2 i Bałtyk 3 w łącznej kwocie 1,5 mld zł, z czego połowa to środki z KPO. Na podstawie umowy zawartej z Bankiem Gospodarstwa Krajowego finansowanie w formie pożyczki wynosi 750 mln zł i zostanie wykorzystane do budowy dwóch farm wiatrowych o łącznej mocy 1440 MW. Pozostałą cześć stanowią środki z emisji Zielonych Obligacji, którą spółka przeprowadziła w 2024 roku po raz pierwszy w swojej historii. W wyniku nadsubskrypcji Polenergia zwiększyła kwotę emisji z 500 mln zł do 750 mln zł. Większość pozyskanych z niej środków spółka przeznaczy na rozwój projektów Bałtyk 2 i Bałtyk 3. 
Od października 2013 roku Spółka jest aktywnym, bezpośrednim członkiem Towarowej Giełdy Energii (TGE SA), jednocześnie systematycznie zwiększa liczbę partnerów handlowych na rynkach pozagiełdowych. Od lipca 2016 roku Polenergia Obrót SA pełni rolę animatora na trzech rynkach prowadzonych przez TGE SA.

## Linie biznesowe
Grupa Polenergia prowadzi działalność w oparciu o:
- Wytwarzanie:
  - Aktywne projekty o łącznej mocy 0,6 GW (PV i onshore wind):
    - Lądowe farmy wiatrowe
    - Elektrownie fotowoltaiczne
    - Elektrociepłownia Nowa Sarzyna

  - Projekty w rozwoju:
    - Morskie farmy wiatrowe Bałtyk (do 3000 MW)
    - Kolejne projekty farm wiatrowych i fotowoltaicznych w rozwoju
- Dystrybucja:

Polenergia Dystrybucja buduje oraz utrzymuje własną infrastrukturę elektroenergetyczną na terenie całej Polski, poprzez którą świadczy usługi dystrybucji oraz sprzedaży energii elektrycznej.
Klientami spółki są galerie handlowe, biurowce, parki przemysłowe, centra magazynowe, spółdzielnie mieszkaniowe oraz przedsiębiorstwa produkcyjne i usługowe.
Największą grupę odbiorców stanowią klienci indywidualni w ramach osiedli mieszkaniowych zlokalizowanych w kilkudziesięciu miastach na terenie całej Polski.
- Obrót:

Polenergia Obrót specjalizuje się w hurtowym obrocie energią elektryczną, gazem oraz gwarancjami i świadectwami pochodzenia. Poprzez umowy PPA wspiera także przedsiębiorstwa, które chcą zredukować swój ślad węglowy i uniezależnić się od wahań cen energii.
Spółka prowadzi działalność na rynku polskim, niemieckim, czeskim, słowackim, austriackim, węgierskim, rumuńskim, ukraińskim, litewskim i łotewskim.
- Sprzedaż:

Polenergia Sprzedaż oferuje firmom (poprzez umowy PPA), a także klientom indywidualnym całkowicie zieloną energię elektryczną pochodzącą z odnawialnych źródeł należących do Grupy.
- Fotowoltaika:

Polenergia Fotowoltaika dostarcza innowacyjne rozwiązania z zakresu fotowoltaiki, ciepła i optymalizacji zużycia energii.
- Pompy ciepła:

Spółka oferuje zaawansowane technologicznie rozwiązania do ogrzewania i chłodzenia pomieszczeń oraz nagrzewania wody użytkowej.
- Elektromobilność:

Polenergia eMobililty buduje jedną z największych sieci stacji ładowania pojazdów elektrycznych w Polsce, zasilanych zieloną energią, umożliwiając komfortowe podróżowanie na terenie całego kraju. Obecnie posiada około 90 stacji ładowania.

## Akcjonariat
Kapitał zakładowy Polenergia SA wynosi 154.437.826,00 zł i dzieli się na 77.218.913 akcji. W kwietniu 2025 r. głównymi akcjonariuszami spółki byli:
- Mansa Investments sp. z o.o. – 42,95%
- BIF IV Europe Holdings Limited – 32,04%
- Allianz Polska Otwarty Fundusz Emerytalny – 7,83%
- Nationale-Nederlanden OFE – 5,92%
- Pozostali akcjonariusze – 11,26%